# Janisław Sipiński
Janisław Sipiński (ur. 3 czerwca 1913 w Poznaniu, zm. 26 listopada 1994 w Ostrowcu Świętokrzyskim) – polski bokser.

## Życiorys
Syn stolarza Franciszka (1884–1964) i Agnieszki z domu Hoffman (1884–1941). 

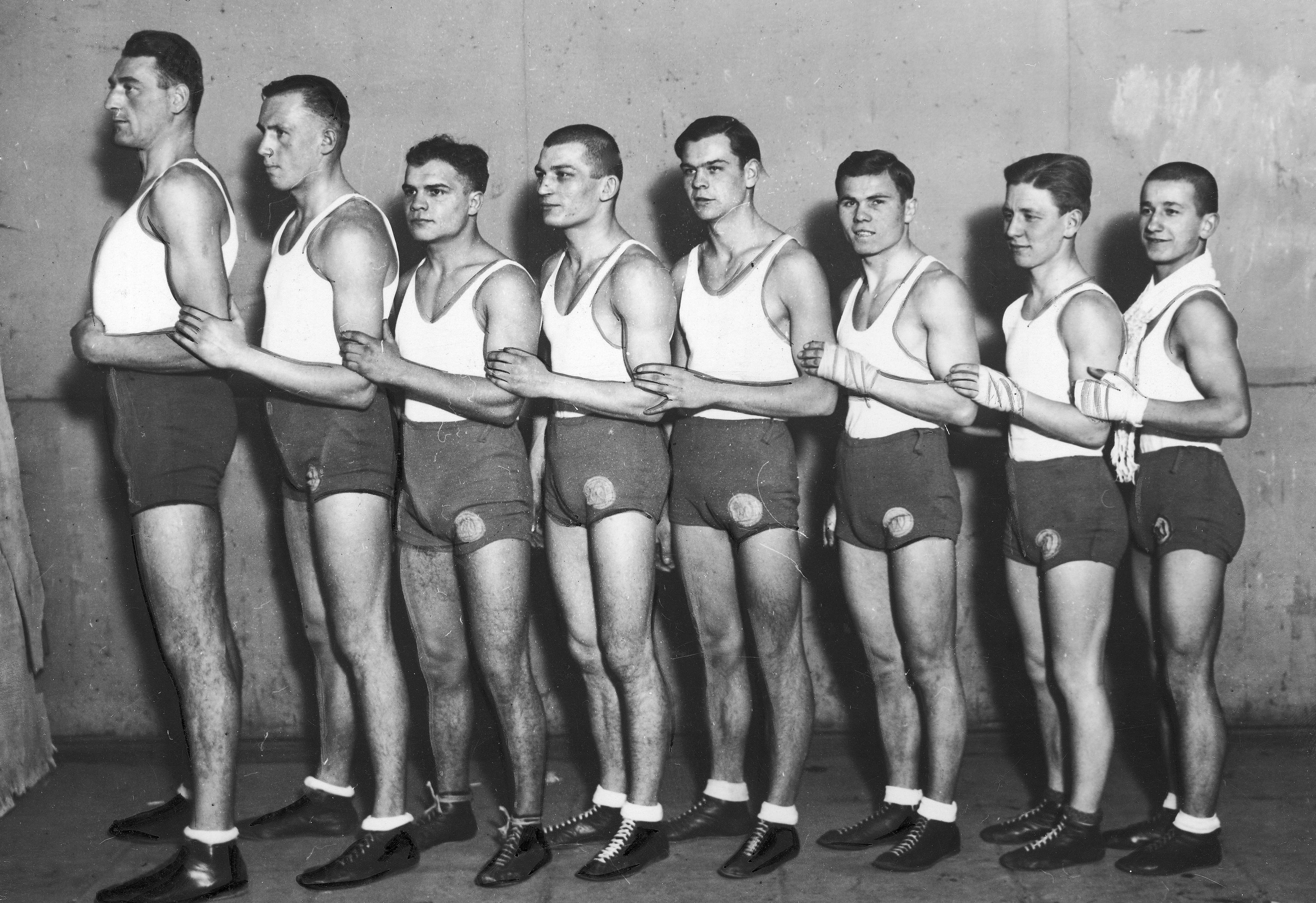
Drużyna bokserska Warty Poznań (1935). Stoją od lewej: Stanisław Piłat, Franciszek Szymura, Antoni Kruszyna, Janisław Sipiński, Władysław Jarecki, Tadeusz Rogalski, Wincenty Wirski i Edmund Sobkowiak

Walczył w wagach lekkiej i półśredniej. Był zawodnikiem Warty Poznań w latach 1929–1937, z którą sześciokrotnie zdobył drużynowe mistrzostwo Polski w latach 1932–1937. Pięć razy zdobywał mistrzostwo Polski: w wadze lekkiej w 1932, 1934 i 1935 oraz w wadze półśredniej w 1936 i 1937. W 1933 był brązowym medalistą w wadze lekkiej. Dwukrotnie startował w mistrzostwach Europy. W Budapeszcie 1934 odpadł w ćwierćfinale wagi lekkiej, a w Mediolanie 1937 osiągnął to samo w kategorii półśredniej. 
Jedenaście razy wystąpił w reprezentacji Polski (3 zwycięstwa, 3 remisy i 5 porażek).
W swojej karierze stoczył 176 walk, 132 wygrał, 24 zremisował i 20 przegrał.
Po zakończeniu kariery został trenerem pięściarzy KSZO Ostrowiec Świętokrzyski.

## Życie prywatne
Był spokrewniony z Alfredem Józefem Sipińskim – malarzem i aktorem oraz Urszulą Sipińską – piosenkarką. 